# Koreasat 7
Koreasat 7 (Mugungwha 7) ist ein kommerzieller Kommunikationssatellit des koreanischen Betreibers KT Sat, eine Tochtergesellschaft von Korea Telecom. Er wurde am 4. Mai 2017 um 19:50 UTC mit einer Ariane-5-Trägerrakete vom Raketenstartplatz Centre Spatial Guyanais (zusammen mit SGDC) in eine geostationäre Umlaufbahn gebracht.
Der Satellit ist in drei Achsen stabilisiert und mit 30 Ku-Band- und 3 Ka-Band-Transpondern und schwenkbaren Ka-Band-Antennen ausgerüstet. Er versorgt von der Position 116° Ost aus Korea, die Philippinen, Indochina, Indien und Indonesien mit Telekommunikationsdienstleistungen. Er wurde auf Basis des Satellitenbusses Spacebus 4000B2 der Thales Alenia Space gebaut und besitzt eine geplante Lebensdauer von 15 Jahren.